# Viennale
O Festival Internacional de Cinema de Viena, mais conhecido como Viennale, é um festival de cinema que acontece tradicionalmente no mês de outubro, desde 1960, em Viena, Áustria. É considerado o festival de cinema mais importante do país. O número médio de visitantes é de cerca de 75.000 por edição. As salas de exibição tradicionais são Gartenbaukino, Urania, Metro-Kino, Filmmuseum e Stadtkino. No final do festival, é atribuído o Prêmio de Cinema de Viena. 

## História
O festival traz uma coleção de novos filmes de todo o mundo, além de estreias nacionais e internacionais. Para além de novas longas-metragens de vários géneros cinematográficos, o festival centra-se em documentários, curtas-metragens, filmes experimentais e produções hibridas. Junto com o Museu do Cinema Austríaco, uma retrospectiva histórica é organizada todos os anos, assim como programas especiais e homenagens a instituições e indivíduos internacionais.
Durante o festival, o Prêmio Fipresci é concedido por críticos de cinema internacionais. Outro prêmio é concedido pelos leitores do jornal austríaco Der Standard.
O programa do festival inclui galas, eventos especiais e celebrações, bem como debates e encontros entre convidados internacionais e visitantes locais.
O Festival Internacional de Cinema de Viena é diferente do Festival de Cinema Rathausplatz no centro de Viena, que exibe exclusivamente filmes musicais durante o mês de agosto.